# 晋宁路
晋宁路，元朝时设置的路。
北宋政和六年（1116年），改晋州为平阳府。元世祖时，改平阳府为平阳路。大德九年（1305年），因地震以平阳路改名，治所在临汾县（今山西省临汾市）。户一十二万六百二十，口二十七万一百二十一。领一司、六县、一府、九州。府领六县，州领四十县。辖境相当今山西省黄河以东，太行山以西，石楼、介休、和顺等市县以南地区。明朝洪武元年（1368年）改为平阳府。 